# Alunrotsläktet
Alunrotsläktet (Heuchera) är ett släkte stenbräckeväxter med ursprung i Nordamerika och omfattar drygt 50 arter fleråriga örter. Artavgränsningen inom släktet är ännu inte helt utredd. Släktet kallas också alunrötter.
Alunrötter bildar cirka 30–40 centimeter höga bladverk och har röda, rosa eller vita klockformade små blommor på blomställningar som höjer sig över bladverket. I Sverige odlas alunrötter som rabatt- och stenpartiväxter, främst för sina dekorativa blad, och trivs även i norra Sverige. 
Det finns idag många sorter av alunrötter med olika bladfärger inom trädgårdshandeln. Förutom grönbladiga sorter finns t.ex. även silvergröna, rödbladiga och gulbladiga sorter, och också sorter med marmorerade blad.

## Dottertaxa tillHeuchera, i alfabetisk ordning[3]
- Heuchera abramsii
- Heuchera acutifolia
- Heuchera alba
- Heuchera alpestris
- Heuchera americana
- Heuchera amoena
- Heuchera bracteata
- Heuchera brevistaminea
- Heuchera caespitosa
- Heuchera caroliniana
- Heuchera chlorantha
- Heuchera cuneata
- Heuchera cylindrica
- Heuchera duranii
- Heuchera easthamii
- Heuchera eastwoodiae
- Heuchera elegans
- Heuchera flabellifolia
- Heuchera glabra
- Heuchera glomerulata
- Heuchera grossulariifolia
- Heuchera hallii
- Heuchera halstedii
- Heuchera hemsleyana
- Heuchera hirsutissima
- Heuchera lakelae
- Heuchera longiflora
- Heuchera longipetala
- Heuchera maxima
- Heuchera merriamii
- Heuchera mexicana
- Heuchera micrantha
- Heuchera minutiflora
- Heuchera novomexicana
- Heuchera orizabensis
- Heuchera parishii
- Heuchera parviflora
- Heuchera parvifolia
- Heuchera pilosissima
- Heuchera pubescens
- Heuchera pulchella
- Heuchera reglensis
- Heuchera richardsonii
- Heuchera rubescens
- Heuchera sanguinea
- Heuchera townsendii
- Heuchera villosa
- Heuchera woodsiaphila
- Heuchera wootonii

## Bildgalleri

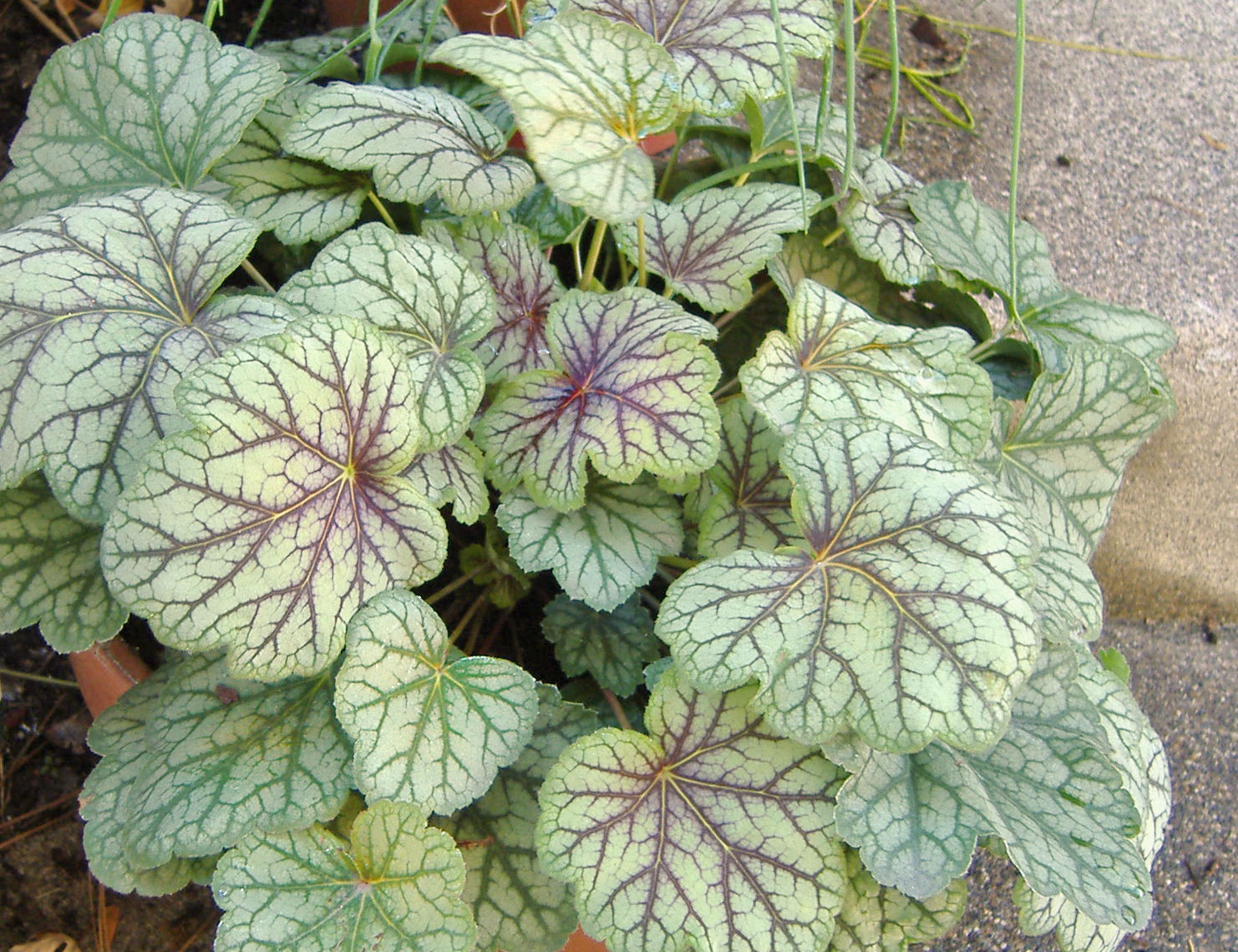
H. americana 'Green Spice', en sort med silvergröna blad och röda bladnerver.
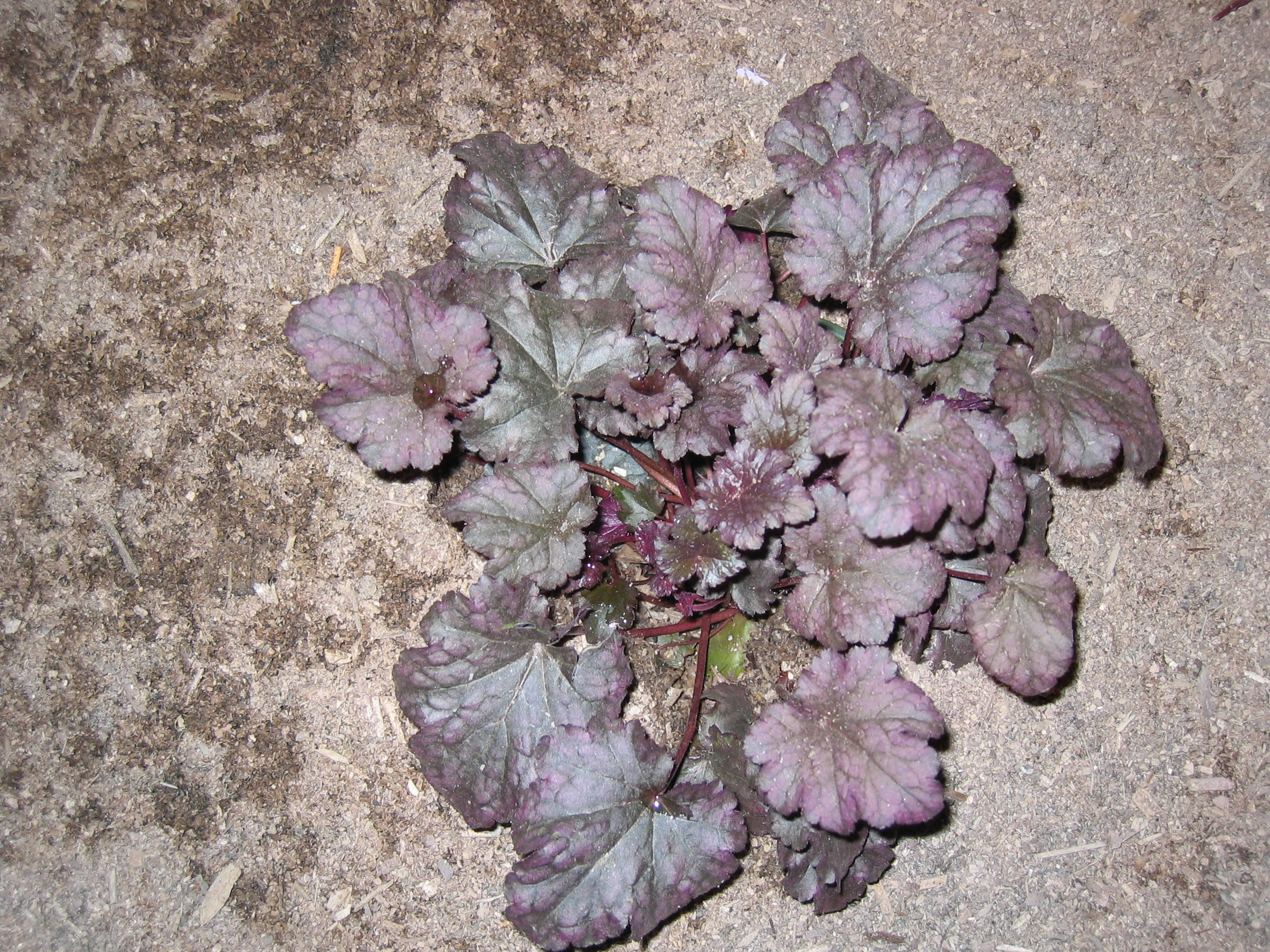
Heuchera 'Starry Night', en rödbladig sort.
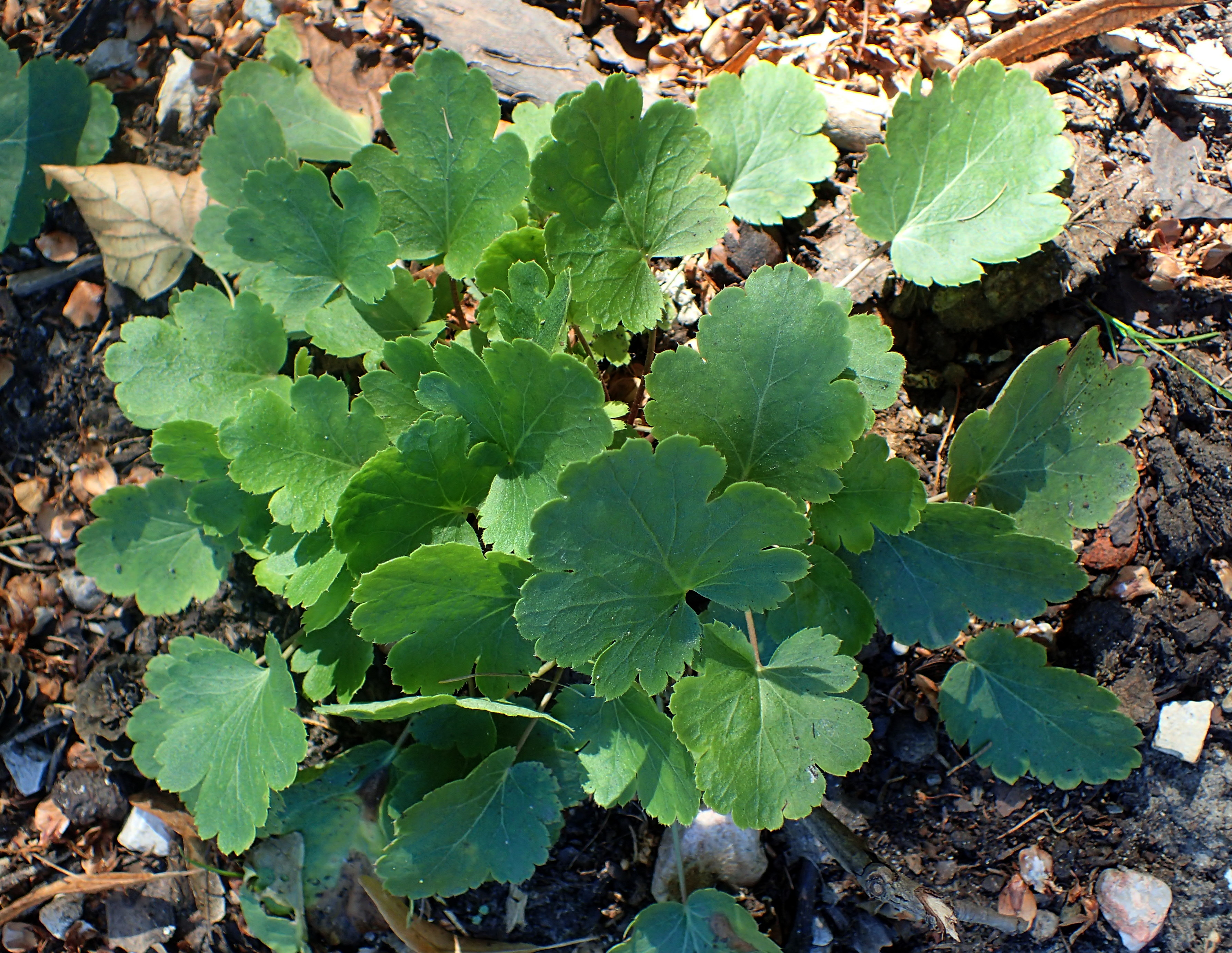
Heuchera glabella, med gröna blad.